# Сэки, Тосихико
Тосихико Сэки (яп. 関 俊彦 Сэки Тосихико, 11 июня 1962 г.) — японский сэйю родом из префектуры Тотиги. Наиболее известен благодаря ролям Рауля Ле Крозе в Mobile Suit Gundam SEED и Сандзо в Saiyuki. Он работает на компанию 81 Produce, а также играет на сцене. Женат, две дочери.
По данным на август 2007 года, Сэки Тосихико считается одним из самых продуктивных сэйю, имея в своём активе более 180-и ролей. В июне 2004 года он занял девятую строчку в общем рейтинге популярности сэйю, который подсчитывается журналом Animage (Animage Awards, категория «Любимый сэйю»).

## Значимые роли

### В аниме-сериалах
- Angelique (Лува)
- Bastard!! (Калсу)
- Bleach (Сиба Кайэн)
- Bomberman B-Daman Bakugaiden (Куробон)
- Cross Ange: Tenshi to Ryuu no Rondo − Эмбрио
- Demon Slayer (Мудзан Кибуцудзи)
- Final Fantasy: Unlimited (Сид)
- Future GPX Cyber Formula (Кага)
- Fullmetal Alchemist (Версио)
- Nekohiki no Oruorane (Я)
- Groove Adventure Rave (Сюда)
- Gundam SEED (Рауль Ле Крозе)
- Gundam SEED Destiny (Рей За Буррел)
- Gundam Wing (Дуо Максвелл)
- Gunslinger Girl (Нино)
- Higurashi no Naku Koro ni (Ириэ Кёсукэ)
- Katanagatari (Манива Умигамэ)
- Konjiki no Gash Bell!! (Аполло)
- Kousetsu Hyaku Monogatari (Момосукэ)
- MÄR (Данна)
- Meine Liebe (Людвиг)
- Mirage of Blaze (Оги Такая/Уэсуги Кагетора)
- My-HiME (Кандзаки Рэйто)
- My-Otome (Радо)
- Nintama Rantaro (Дой-сэнсэй)
- Naruto (Ирука Умино)
- One Piece (Дюваль)
- Outlaw Star (Фред Ло)
- Paranoia Agent (Мицухиро Манива)
- Please Save My Earth (Микуро Якусимару)
- Sgt. Frog (Урэрэ)
- RahXephon (Макото Иссики)
- Ранма ½ (Муссэ)
- Rave Master (Сюда)
- Ryuu Seiki (Кармин)
- Saint Seiya (Мило)
- серия Saiyuki (Сандзо)
- Samurai Deeper Kyo (Бэнитора)
- Senki Zesshou Symphogear GX − Ко Татибана
- Silent Möbius (Генвара)
- Spider Riders (Багус)
- Tenku Senki Shurato (Сюрато)
- Trigun (Легато)
- Twilight of the Dark Master (Цунами Сидзё)
- Yami no Matsuei (Ютака Ватари)
- Kill la Kill (Сэнкэцу)
- Gingitsune (Taцуо Саэки)

### OVA
- Ai no Kusabi (Рики)
- Angelique (Лува)
- Bio Hunter (Комада)
- Dragon Century (Кармин)
- Future GPX Cyber Formula (Кага)
- Here is Greenwood (Синобу Тэдзука)
- Pet Shop of Horrors (Граф Ди)
- Please Save My Earth (Микуро)
- Zeorymer (Масато Акицу)
- Blue Submarine 6 (Кацума Нонака)

### Ввидеоиграх
- Aisle Lord (Рору)
- Future GPX Cyber Formula (Кага)
- Tales of Destiny 2 (Лони)
- Игры Naruto (Ирука Умино)
- Bungo and Alchemist (Цубоути Сёё)
- Genshin Impact (Дотторе)

### Drama CD
- D.N.Angel (Кёсукэ Нива)
- Future GPX Cyber Formula (Кага)
- Mirage of Blaze (Оги Такая/Уэсуги Кагетора)
- Yami no Matsuei (Ютака Ватари)
- Weiss Kreuz (Хондзё Юуси)

### Токусацу
- Denji Sentai Megaranger — Неджайр Хамелеон
- Серия Kamen Rider — Момотарос / Kamen Rider Den-O Форма Меча